# Bahnstrecke North Chelmsford–Ayer
| Streckenlänge: | 21,23 km                                                                                      |                                                        |                                                        |
| Spurweite: | 1435 mm (Normalspur)                                                                          |                                                        |                                                        |
| Zweigleisigkeit: | Westford–Graniteville und North Littleton–Willows, früher: North Chelmsford–Willows           |                                                        |                                                        |
| |                                                                                               |                                                        |                                                        |
| Gesellschaft: | North Chelmsford–North Littleton: PAR, North Littleton–Willows: PAS, Willows–Ayer: zuletzt BM |                                                        |                                                        |
| \| \| \| von Lowell \| \| \| \| 0,00 \| North Chelmsford MA (Keilbahnhof) \| North Chelmsford MA (Keilbahnhof) \| \| \| \| nach Nashua \| \| \| \| \| Bay State Street Railway (Middlesex Street) \| \| \| \| \| Stony Brook (3×) \| \| \| \| 3,32 \| West Chelmsford MA \| West Chelmsford MA \| \| \| \| Stony Brook \| \| \| \| \| Anschluss Fletcher Granite (Steinbruch) \| \| \| \| 4,44 \| Brookside \| Brookside \| \| \| \| Lowell and Fitchburg Street Railway (Stony Brook Road) \| \| \| \| 6,89 \| Westford MA \| Westford MA \| \| \| \| CP F307 (Beginn Zweigleisigkeit) \| \| \| \| 9,83 \| Graniteville MA \| Graniteville MA \| \| \| \| CP F309 (Ende Zweigleisigkeit) \| \| \| \| \| Strecke Nashua–North Acton \| \| \| \| 11,88 \| Forge Village MA \| Forge Village MA \| \| \| \| Eigentümerwechsel PAR/PAS \| \| \| \| 14,42 \| North Littleton MA (Beginn Zweigleisigkeit) \| North Littleton MA (Beginn Zweigleisigkeit) \| \| \| \| Anschluss New England Milling Co. \| \| \| \| 17,16 \| Willows (früher Sandy Pond) \| Willows (früher Sandy Pond) \| \| \| \| Verbindung zur Strecke Boston–Fitchburg \| \| \| \| \| von Boston \| \| \| \| 21,23 \| Ayer MA (früher Groton Junction) \| Ayer MA (früher Groton Junction) \| \| \| \| nach Rochester, Fitchburg, Greenville und Worcester \| \| |                                                                                               |                                                        |                                                        |
| Strecke |                                                                                               | von Lowell                                             | von Lowell                                             |
| Dienststation / Betriebs- oder Güterbahnhof | 0,00                                                                                          | North Chelmsford MA (Keilbahnhof)                      | North Chelmsford MA (Keilbahnhof)                      |
| Abzweig geradeaus, nach rechts und von rechts |                                                                                               | nach Nashua                                            | nach Nashua                                            |
| Kreuzung (Querstrecke außer Betrieb) |                                                                                               | Bay State Street Railway (Middlesex Street)            | Bay State Street Railway (Middlesex Street)            |
| Brücke über Wasserlauf |                                                                                               | Stony Brook (3×)                                       | Stony Brook (3×)                                       |
| ehemaliger Bahnhof | 3,32                                                                                          | West Chelmsford MA                                     | West Chelmsford MA                                     |
| Brücke über Wasserlauf |                                                                                               | Stony Brook                                            | Stony Brook                                            |
| Abzweig geradeaus und von rechts |                                                                                               | Anschluss Fletcher Granite (Steinbruch)                | Anschluss Fletcher Granite (Steinbruch)                |
| ehemaliger Haltepunkt / Haltestelle | 4,44                                                                                          | Brookside                                              | Brookside                                              |
| Kreuzung geradeaus oben (Querstrecke außer Betrieb) |                                                                                               | Lowell and Fitchburg Street Railway (Stony Brook Road) | Lowell and Fitchburg Street Railway (Stony Brook Road) |
| ehemaliger Bahnhof | 6,89                                                                                          | Westford MA                                            | Westford MA                                            |
| Dienststation / Betriebs- oder Güterbahnhof |                                                                                               | CP F307 (Beginn Zweigleisigkeit)                       | CP F307 (Beginn Zweigleisigkeit)                       |
| ehemaliger Bahnhof | 9,83                                                                                          | Graniteville MA                                        | Graniteville MA                                        |
| Dienststation / Betriebs- oder Güterbahnhof |                                                                                               | CP F309 (Ende Zweigleisigkeit)                         | CP F309 (Ende Zweigleisigkeit)                         |
| Kreuzung geradeaus unten (Querstrecke außer Betrieb) |                                                                                               | Strecke Nashua–North Acton                             | Strecke Nashua–North Acton                             |
| Dienststation / Betriebs- oder Güterbahnhof | 11,88                                                                                         | Forge Village MA                                       | Forge Village MA                                       |
| Kilometer-Wechsel |                                                                                               | Eigentümerwechsel PAR/PAS                              | Eigentümerwechsel PAR/PAS                              |
| Dienststation / Betriebs- oder Güterbahnhof | 14,42                                                                                         | North Littleton MA (Beginn Zweigleisigkeit)            | North Littleton MA (Beginn Zweigleisigkeit)            |
| Abzweig geradeaus und von rechts |                                                                                               | Anschluss New England Milling Co.                      | Anschluss New England Milling Co.                      |
| ehemaliger Haltepunkt / Haltestelle | 17,16                                                                                         | Willows (früher Sandy Pond)                            | Willows (früher Sandy Pond)                            |
| Abzweig ehemals geradeaus und nach links |                                                                                               | Verbindung zur Strecke Boston–Fitchburg                | Verbindung zur Strecke Boston–Fitchburg                |
| Abzweig ehemals geradeaus und von links |                                                                                               | von Boston                                             | von Boston                                             |
| Bahnhof | 21,23                                                                                         | Ayer MA (früher Groton Junction)                       | Ayer MA (früher Groton Junction)                       |
| Strecke |                                                                                               | nach Rochester, Fitchburg, Greenville und Worcester    | nach Rochester, Fitchburg, Greenville und Worcester    |

Die Bahnstrecke North Chelmsford–Ayer (auch Stony Brook Branch) ist eine Eisenbahnstrecke in Massachusetts (Vereinigte Staaten). Sie ist 21,23 Kilometer lang und verbindet die Städte Chelmsford, Westford, Littleton und Ayer. Die normalspurige Strecke gehört heute von North Chelmsford bis North Littleton den Pan Am Railways, die den Güterverkehr betreibt. Personenverkehr findet nicht statt. Der Abschnitt von North Littleton bis Willows wird von der Pan Am Southern betrieben, einer gemeinsamen Tochter der Pan Am Railways und Norfolk Southern Railway. Der Abschnitt von Willows bis Ayer ist stillgelegt. Die Züge befahren hier die parallele Bahnstrecke Boston–Fitchburg.

## Geschichte
Am 26. März 1845 erhielt die Stony Brook Railroad Corporation eine Konzession zum Bau einer Bahnstrecke im Tal des Stony Brook, eines Nebenflusses des Merrimack River. Sie sollte eine Verbindung von der Bahnstrecke Lowell–Nashua nach Ayer herstellen, wo die Hauptstrecke der Fitchburg Railroad entlangführte und eine weitere damals noch in Planung befindliche Hauptstrecke von Worcester nach Nashua kreuzen sollte. Die Bahngesellschaft wurde am 14. März 1847 formal aufgestellt und begann alsbald mit den Bauarbeiten. Am 6. Juli 1848 ging die Strecke in Betrieb. Die Betriebsführung übernahm die Nashua and Lowell Railroad, die die Strecke gepachtet hatte. Vom 1. Februar 1857 bis zum 30. November 1878 führte die Nashua&Lowell zusammen mit der Boston and Lowell Railroad den Betrieb, danach bis zum 30. September 1880 die Nashua&Lowell wieder allein. Zum 1. Oktober 1880 übergab sie die Betriebsführung an die Boston&Lowell. Vom 1. September 1881 bis zum 28. Februar 1883 betrieb diese die Strecke gemeinschaftlich mit der Concord Railroad, danach wieder allein. Schließlich übernahm am 11. Oktober 1887 die Boston and Maine Railroad die Betriebsführung, nachdem sie die Boston&Lowell gepachtet hatte.
Der Verkehr auf der Strecke nahm ab 1911 zu, als viele durchlaufende Züge über die Strecke geleitet wurden. In der Folge wurde die Bahn von North Chelmsford bis Willows zweigleisig ausgebaut, was erst 1928 abgeschlossen war. 1930 baute die Bahngesellschaft in North Chelmsford eine Verbindungskurve in Richtung Nashua ein, um durchlaufende Güterzüge über diese Verbindung führen zu können. Mehrere Expresszüge, wie der Bar Harbor Express und der State of Maine Express nutzten die Strecke auf dem Weg von New York City nach Maine, da so die Kopfbahnhöfe in Boston umgangen werden konnten. 
Im April 1946 führte die Bahngesellschaft alle Züge über die Fitchburg-Hauptstrecke, die von Willows bis Ayer direkt neben der Bahnstrecke von North Chelmsford lag, und legte die parallele Strecke auf diesem Abschnitt still. Im April 1953 stellte die Boston&Maine den örtlichen Personenverkehr ein. Nur der State of Maine Express befuhr die Strecke noch bis 1960. 1957 wurde außer auf zwei kurzen Abschnitten das zweite Gleis abgebaut. 1983 übernahm die Guilford Transportation die Boston&Maine und damit auch den Stony Brook Branch. Seit 2006 firmiert das Unternehmen unter dem Namen Pan Am Railways. 2009 nahm die Pan Am Southern den Betrieb auf und der Abschnitt von North Littleton bis Willows ging an diese Tochtergesellschaft über, die in gemeinschaftlichem Besitz der Pan Am Railways und der Norfolk Southern Railway ist.

## Streckenbeschreibung
Die Strecke zweigt am früheren Bahnhof North Chelmsford aus der Bahnstrecke Lowell–Nashua in einem Gleisdreieck ab und führt in südwestliche Richtung. Sie tangiert die Stadt Chelmsford, wo sich in Höhe der School Street der Bahnhof West Chelmsford befand. Unmittelbar darauf passiert sie den unteren Stony-Brook-Stausee, einen von drei kleinen Stauweihern entlang der Strecke. Am südlichen Ende des Stausees mündet bereits im Stadtgebiet von Westford die Privatanschlussbahn der Fletcher Granite Company ein, die auf etwa drei Kilometern Länge zu einem Granitsteinbruch führt. Die Bahnstrecke führt durch Westford, wo sich insgesamt vier Stationen befanden. Im Stadtteil Graniteville überquerte die Strecke von 1873 bis 1925 die Bahnstrecke Nashua–North Acton auf einem Viadukt. Von einem Punkt westlich des Bahnhofs Westford bis nach Graniteville ist die Strecke zweigleisig. Ein Verbindungsgleis bestand nicht, obwohl auch diese Strecke von der Boston&Maine betrieben wurde. 
Im Westforder Stadtteil Forge Village führt die Strecke am Nordufer des Forge Pond entlang. Im weiteren Verlauf durchquert die Strecke den Norden von Littleton, wo sich am Nordufer des Spectacle Pond eine weitere Bahnstation befunden hat. Hier liegt heute die Eigentumsgrenze zwischen den Pan Am Railways und der Pan Am Southern. Außerdem beginnt hier der zweite zweigleisige Abschnitt der Strecke, der bis Willows führt. In Willows, wo seit 1946 die Strecke in die Bahnstrecke Boston–Fitchburg einmündet, befand sich ein Haltepunkt. Ab hier ist die Strecke stillgelegt. Sie verläuft direkt neben der Hauptstrecke bis nach Ayer. Der Bahnhof Ayer war ein Kreuzungsbahnhof von zwei Hauptstrecken mit einer zusätzlich abzweigenden Strecke und der von Osten einmündenden Strecke von North Chelmsford. 

## Personenverkehr
1869 verkehrten auf der Strecke lediglich drei Personenzugpaare von Lowell nach Ayer, dessen Bahnhof damals noch Groton Junction hieß. Auch nach der Übernahme durch die Boston&Maine war die Zugdichte zunächst nicht viel höher. 1893 verkehrten an Werktagen vier und an Sonntagen ein Zugpaar von Lowell nach Ayer. Ab 1911 kam zu diesen Zügen der täglich verkehrende Expresszug von New York nach Maine, der jedoch zwischen Lowell und Ayer nicht hielt. Nach dem Ersten Weltkrieg wurde das Zugangebot drastisch reduziert. 1932 verkehrte nur noch ein werktägliches Personenzugpaar von Lowell nach Ayer sowie täglich der Expresszug. 
Nachdem 1934 der Personenverkehr auf der Strecke von Ayer nach Nashua eingestellt worden war, fuhren die beiden bis dahin zwischen Worcester und Nashua verkehrenden Personenzüge von Ayer über den Stony Brook Branch nach Lowell, sodass für einige Jahre wieder zwei werktägliche Personenzüge fuhren. Einer dieser beiden Züge wurde um 1940 eingestellt, der andere 1953. Im Oktober 1960 verkehrte auch der Expresszug letztmals, in den letzten Monaten nur noch mit einem Budd Rail Diesel Car zwischen Worcester und Haverhill.